# 劉振起
劉振起（りゅう しんき、1946年5月18日 - ）は、中華人民共和国解放軍の軍人、空軍上将。

## 概要
1946年5月18日河北省黄驊市西仙庄村生まれ。北京工業学院（現北京理工大学）を卒業後に解放軍空軍入隊。空軍パイロット・政治委員などを歴任後、現在、総政治部副主任の重責を担う。空軍上将（大将）。文匯報より劉少奇の子息との報道がなされたが、誤報との事である。

## 来歴
- 1946年河北省に生まれる
- 1966年4月 中国共産党に入党
- 1970年 中国解放軍空軍に入隊
- 1988年9月 空軍上校
- 1990年3月 空軍大校
- 1993年7月 空軍少将
- 1996年3月 解放軍空軍第七軍政治委員
- 1997年12月 広州軍区空軍副政治委員
- 2001年7月 空軍中将
- 2002年1月 蘭州軍区空軍政治委員
- 2002年7月 蘭州軍区副政治委員
- 2004年7月 総政治部主任助理
- 2005年12月 総政治部副主任
- 2008年7月15日 空軍上将に昇進